# Gogoșu (okręg Dolj)
Gogoșu – wieś w Rumunii, w okręgu Dolj, w gminie Gogoșu. W 2011 roku liczyła 285 mieszkańców.